# Zhao Shiyan
Zhao Shiyan (chinois : 趙世炎 ; pinyin : zhào shìyán), né le 13 avril 1901 dans le Xian autonome tujia et miao de Youyang, et décédé le 19 juillet 1927 à Shanghaï est un communiste chinois issu de la minorité tujia, et est l'oncle de l'ancien Premier ministre Li Peng.

## Biographie
En 1915, Zhao se rend à Pékin pour étudier au lycée affilié de l'université normale de Pékin, les cours étant en anglais. En 1919, il participe au Mouvement du 4 Mai. L'année suivante, il se rend en France pour étudier, et co-fonde en juin 1922 la « section européenne du Parti Communiste Chinois » (Zhongguo Gongchandang Lüouzhibu), et d’autre part, la « section européenne de la ligue des Jeunesses Communistes de Chine » (Zhongguo Gongchanzhuyi Qingniantuan Lüouzhibu). En 1922, Zhao Shiyan et Hô Chi Minh sont invités à rejoindre le Parti communiste français. En mars 1923, il se rend en Union soviétique et étudie à l'université communiste des travailleurs d'Orient. En 1923, il est nommé président du comité du Parti à Pékin. La même année, en décembre, il est nommé président du Bureau du Nord du comité central.
En 1926, Zhao est envoyé à Shanghai avec Zhou Enlai pour mener le soulèvement des travailleurs durant l'Expédition du Nord. En 1927, 412 sont tués lors du massacre de Shanghai. Le 2 juillet, il est arrêté chez lui et est exécuté le 19 juillet à Shanghai.
La sœur de Zhao Shiyan, Zhao Juntao, se marie au martyr Li Shuoxun. Son fils, Li Peng, deviendra plus tard Premier ministre de 1987 à 1998.